# Lénore (Bürger)
Pour les articles homonymes, voir Lénore.
Lénore (allemand : Lenore) est une ballade de Gottfried August Bürger publiée en 1774 dans l'Almanach des Muses de Göttingen.

## Place dans l'histoire littéraire allemande
Les trente-deux strophes de Lénore ont été publiées dans le Göttinger Musenalmanach (de) à l'automne de 1773,  selon Lore de Chambure, ou en 1774 selon Mary Garland .   Avec Lénore, c'est un nouveau genre qui accède à la scène littéraire allemande, celui de la ballade.
Les ballades de Gottfried August Bürger que Chassard et Weil rangent parmi les « précurseurs du Sturm und Drang », surtout la ballade  Lénore, sont un modèle du genre popularisé par Bürger. D'après Sylvie Le Moël, Lenore est devenue « le prototype de la ballade allemande du Sturm und Drang ».

## Contenu et construction de la ballade
L'histoire se passe en Prusse à la fin de la guerre de Sept Ans. Dans la première partie, Lenore attend en vain le retour de son fiancé après la guerre ; elle est désespérée. La seconde partie oppose la jeune fille à sa mère ; le dialogue est sans issue. La troisième partie, la plus longue, est celle de la chevauchée nocturne : Lenore croit avoir retrouvé son fiancé alors qu'elle suit un fantôme.

## Traductions
Nerval a fait connaître ce poème en France à travers deux traductions. La première est en prose et paraît en 1829 dans le Mercure de France au XIXe siècle ; elle est reprise en 1830 dans son volume de Poésies allemandes. La seconde est en vers et paraît dans la revue La Psyché en 1830.
La ballade est traduite pour la première fois en anglais par William Taylor (en), qui affirmera plus tard « qu'aucun autre poème allemand n'a été autant traduit en anglais »,.

## Influence
La ballade a inspiré des musiciens, d'autres poètes ou écrivains, ainsi que des peintres.
Johann Rudolf Zumsteeg l'a mise en musique sous forme d'une ballade pour voix accompagnée d'un clavecin et d'un orchestre.
Franz Liszt l'a mise en musique sous forme d'un récitatif accompagné au piano en 1858-60.
Henri Duparc en a fait un poème symphonique composé en 1875 et dédié à César Franck : Lénore.
Le poème a été marquant pour la littérature sur les vampires, bien que le personnage revenant des morts dans l’œuvre ne soit pas considéré comme un vampire[pas clair]. L'un des vers emblématiques du texte, « die Todten reiten schnell » (« Les morts voyagent vite »), se retrouve dans le roman Dracula de Bram Stoker, mais aussi dans La Vampire de Paul Féval.

## Galerie

Lénore dans les arts
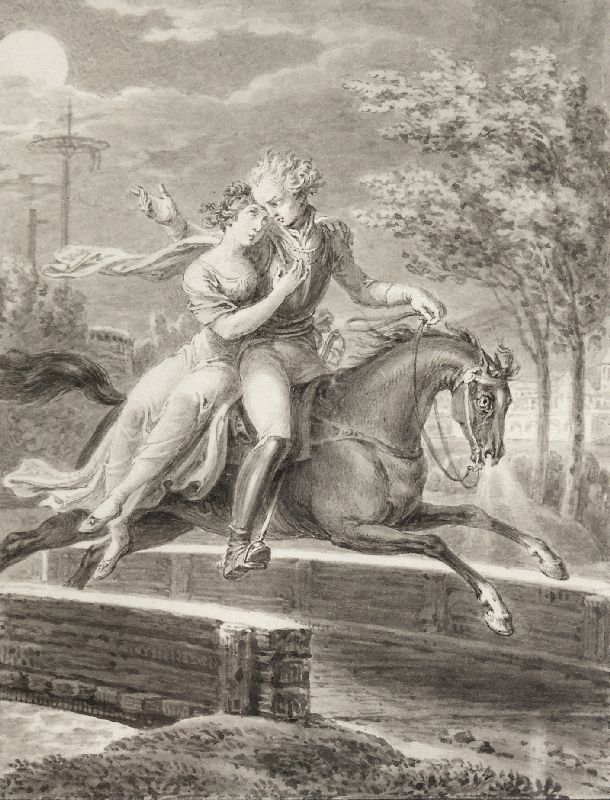
Leonore, gravure de Johann David Schubert, v. 1800.
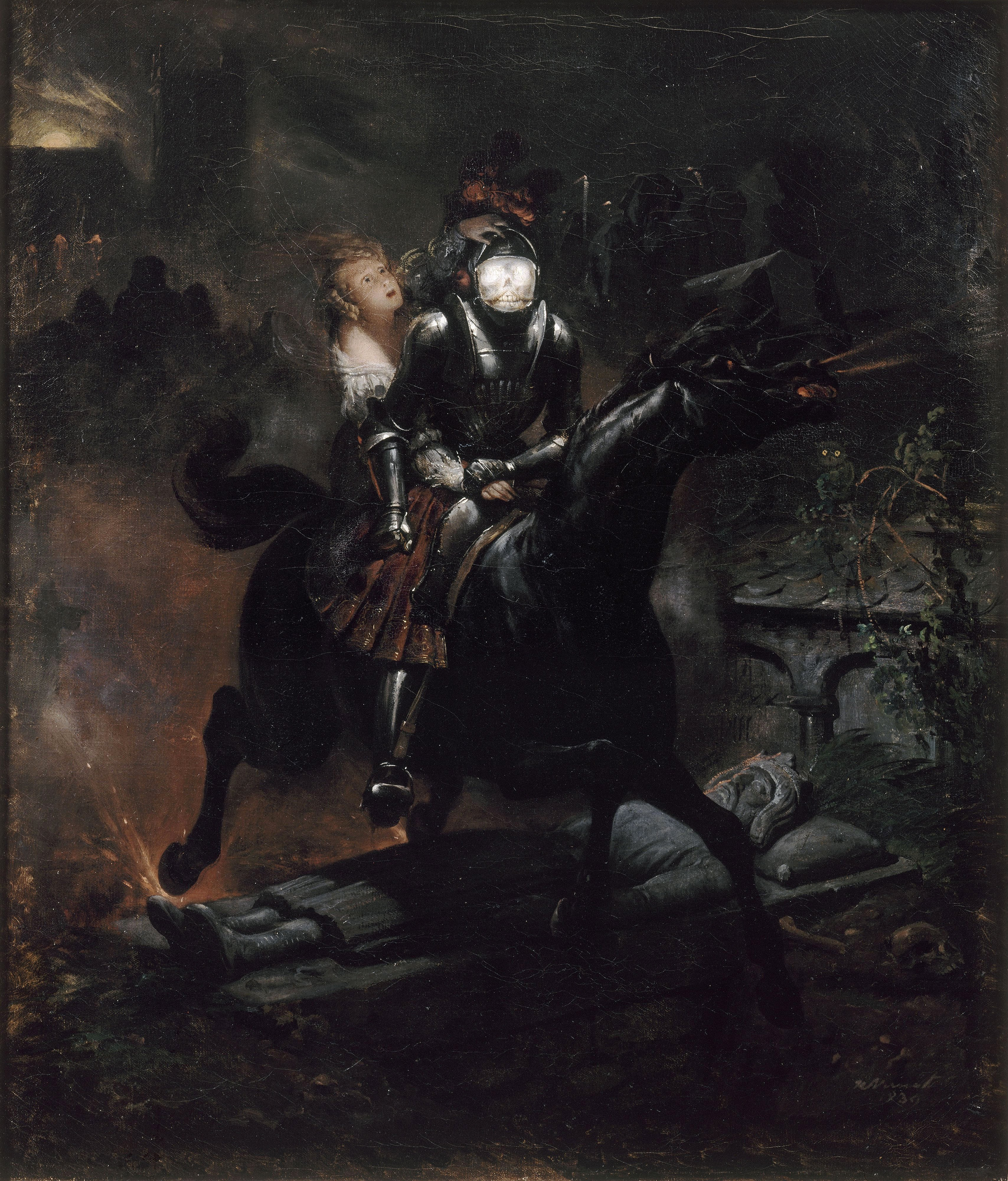
La Ballade de Lénore, toile d'Horace Vernet, 1839.
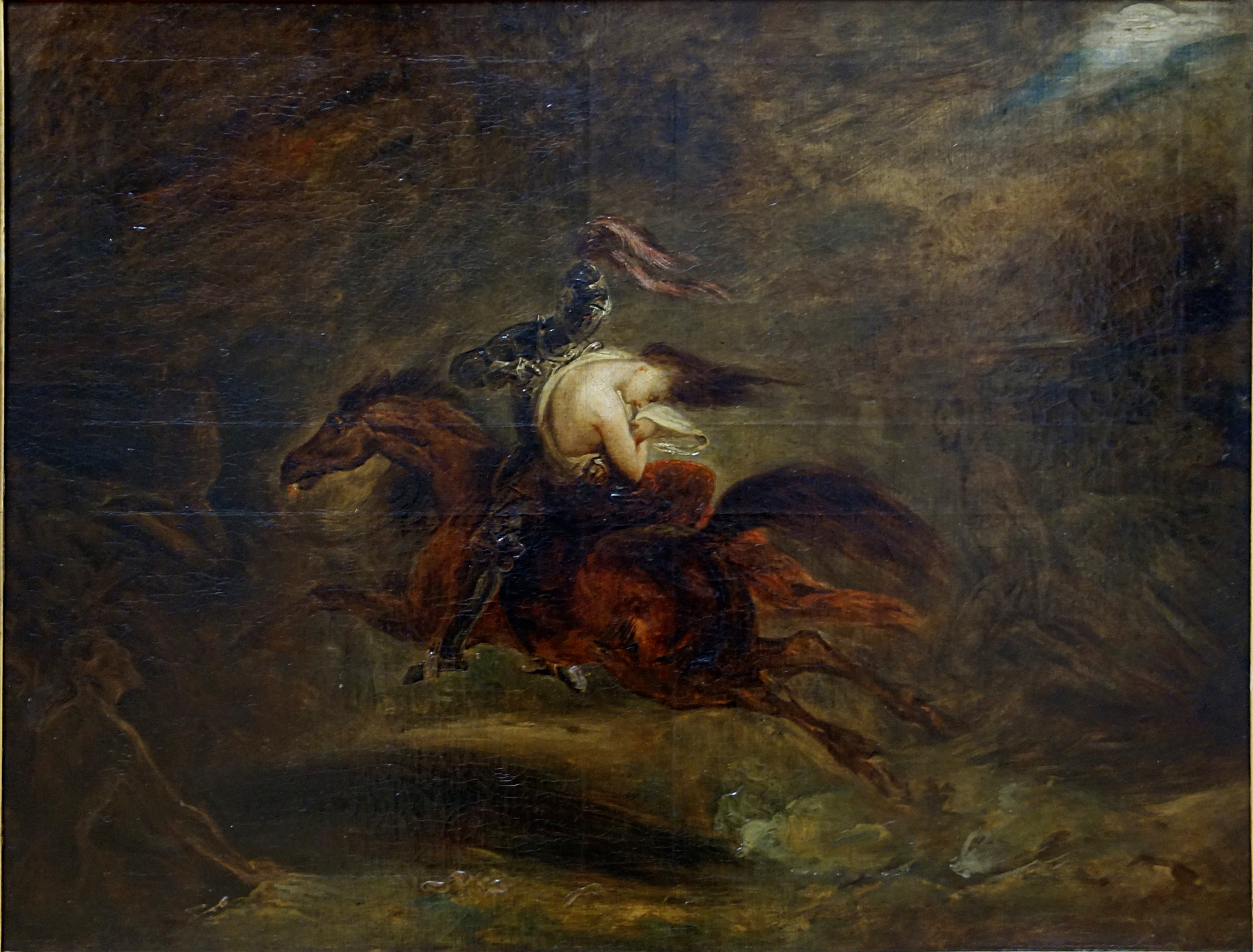
Lenore, toile d'Ary Scheffer (1795-1858).